# 명동예술극장

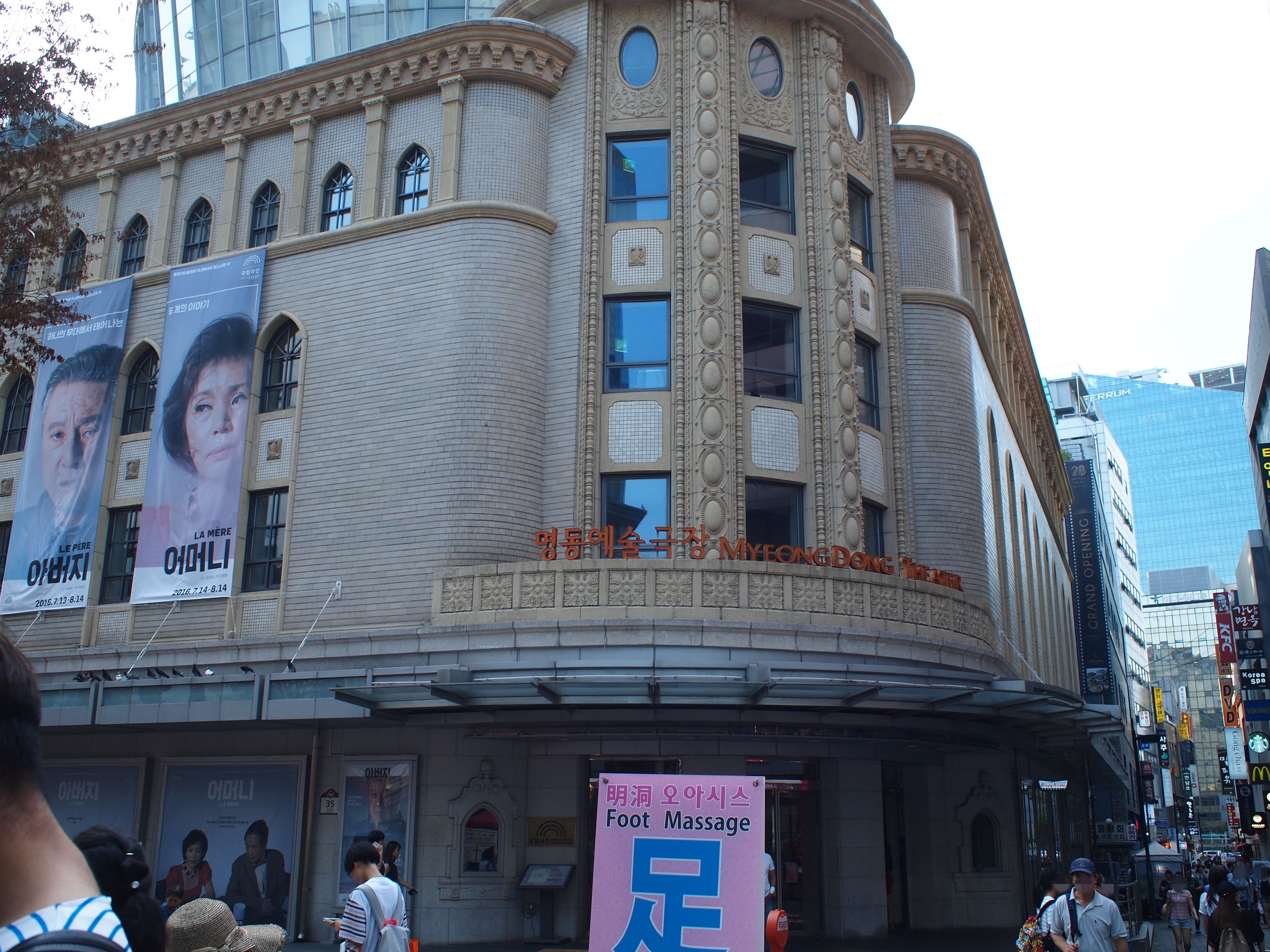
명동예술극장

명동예술극장(明洞藝術劇場)은 대한민국 서울특별시 중구 명동에 위치한 극장이다. 현재 국립극단이 사용하고 있다. 명동예술극장의 객석 수는 558석으로, 규모가 큰 극장에 속한다.

## 역사
명동예술극장은 원래 1936년에 명치좌라는 극장으로 건립되었다. 1957년 6월 1일 명동예술회관으로 개칭되어 국립극장이 되었다. 1962년 3월 21일에는 명동국립극장으로 개칭했지만, 1973년 10월에는 국립극장이 남산으로 이전함에 따라 폐쇄되고 1975년에는 금융 기관에 매각되어 사무실로 사용되고 있었다. 2003년 12월 명동국립극장을 문화관광부가 인수하여 2009년 재개관하였다.